# 맨해셋

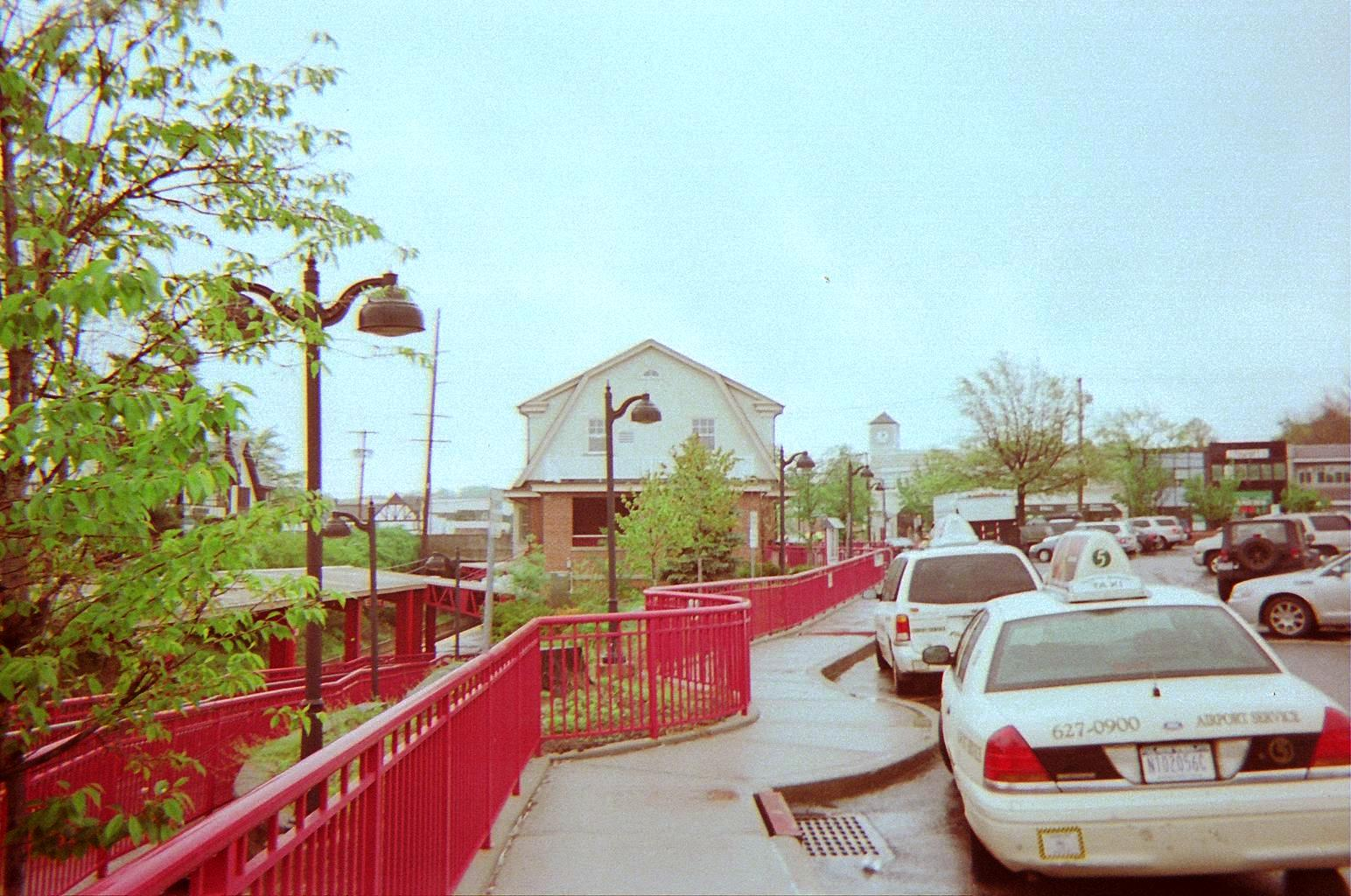
맨해셋

맨해셋(영어: Manhasset)은 미국 뉴욕주의 도시이다. 인구는 8,080명이다.